# マリア・デ・ポルトゥガル (1521-1577)
マリア・デ・ポルトゥガル（Maria, Infanta de Portugal, 6.ª Duquesa de Viseu, 1521年6月18日 - 1577年10月10日）は、ポルトガルの王女。ポルトガル王マヌエル1世とその3番目の王妃レオノール・デ・アウストリアの間の一人娘。ヴィゼウ女公。

## 生涯
両親の第2子、長女として生まれた。同年12月に父マヌエル1世が死去した。誕生後すぐにヴィゼウ公爵位を授けられた。1530年に母レオノールが弟の神聖ローマ皇帝カール5世の意向でフランス王フランソワ1世と再婚したため、母とは離別を余儀なくされた。母娘は1557年にレオノールが生国スペインに帰国した際にようやく再会したが、マリアは母とスペインで暮らすことを拒み、母の許に3週間ほど滞在したのちポルトガルに帰国した。
マリアはリスボン宮廷において文芸のパトロンとして活躍した。従弟のスペイン王フェリペ2世の2番目の妃になる縁談もあったが、結局実現しなかった。そのまま独身を通し、1577年に亡くなってリスボン郊外のセニョーラ・ダ・ルス礼拝堂（Igreja de Nossa Senhora da Luz）に埋葬された。